# Rio Canche
O rio Canche (em neerlandês:  De Kwinte) é um rio costeiro localizado no departamento de Pas-de-Calais, no norte da França.

## Ligações externas

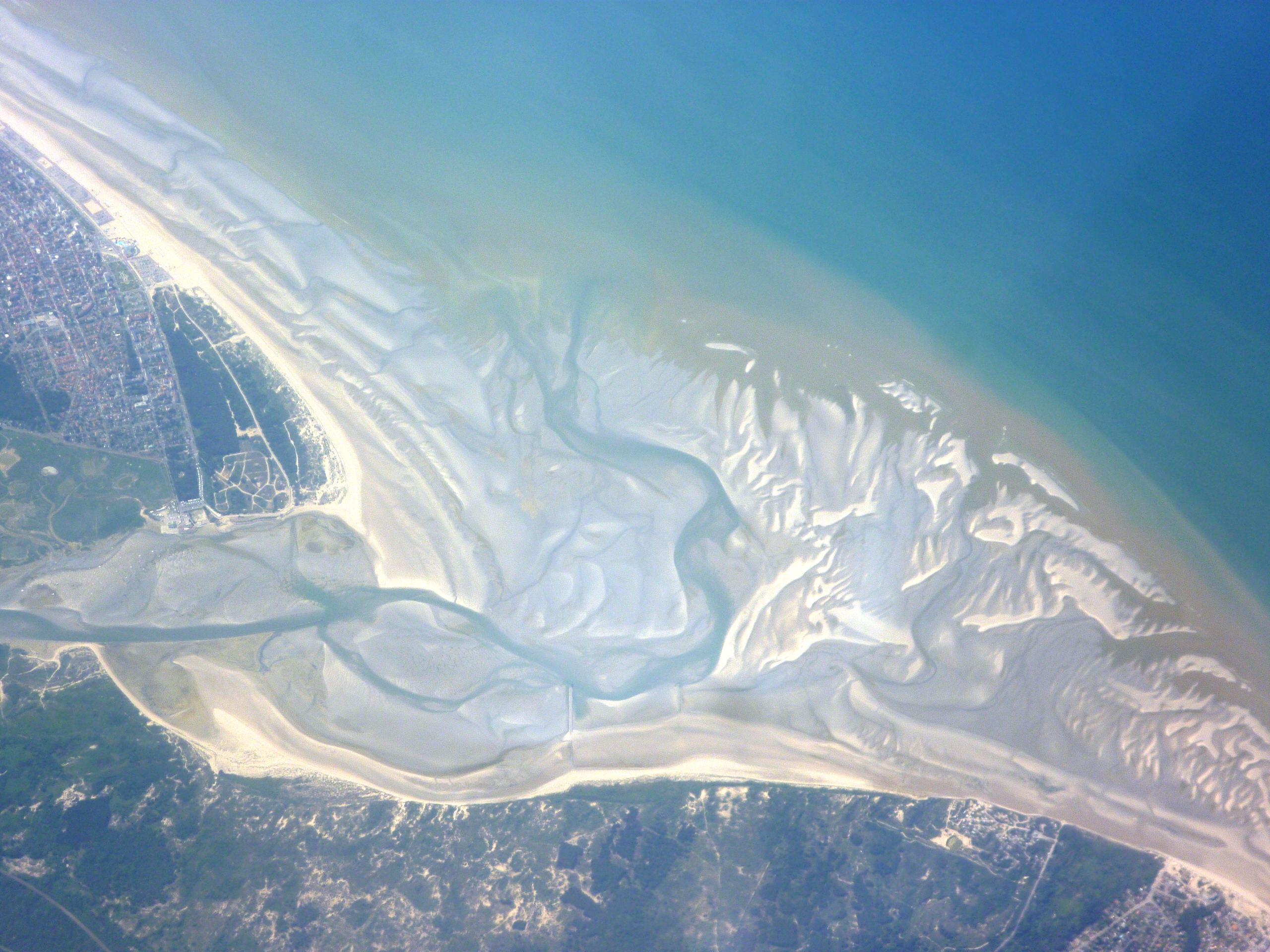
Foz do rio Canche